# Nagapur
Nagapur là một thị trấn thống kê (census town) của quận Ahmadnagar thuộc bang Maharashtra, Ấn Độ.

## Địa lý
Nagapur có vị trí 18°52′B 76°26′Đ / 18,87°B 76,43°Đ Nó có độ cao trung bình là 469 mét (1538 feet).

## Nhân khẩu
Theo điều tra dân số năm 2001 của Ấn Độ, Nagapur có dân số 7062 người. Phái nam chiếm 57% tổng số dân và phái nữ chiếm 43%. Nagapur có tỷ lệ 74% biết đọc biết viết, cao hơn tỷ lệ trung bình toàn quốc là 59,5%: tỷ lệ cho phái nam là 79%, và tỷ lệ cho phái nữ là 68%. Tại Nagapur, 15% dân số nhỏ hơn 6 tuổi.